# 빌리자우역
빌리자우역(독일어: Bahnhof Willisau)은 스위스 루체른주에 있는 빌리자우 지자체에 있는 기차역이다. BLS AG의 표준궤 후트빌-볼후젠선의 중간 정류장이다.

## 운행편
다음 서비스는 빌리자우에서 정차한다.
- 루체른 S-반 :
  - S6/S7 : 루체른까지 30분마다, 랑엔탈까지 1시간 간격 이상 운행 모든 S6 및 일부 S7 열차는 랑엔탈까지 운행한다. S7 열차는 볼후젠과 루체른 사이에 레기오익스프레스와 결합해서 운행
  - S77: 루체른으로 러시아워에만 운행